# Fantastic Four (série de televisão)
Fantastic Four (bra/prt: Quarteto Fantástico) é uma série de animação dentro do bloco The Marvel Action Hour, produzida pela Marvel Productions que foi ao ar entre 1994 e 1996. Baseada nos personagens homônimos da Marvel Comics, a produção teve duas temporadas, 26 episódios de 22 minutos duração cada. A série traz o aparecimento de muitos heróis do Universo Marvel, como Demolidor, Motoqueiro Fantasma, Namor, Thor, Hulk, e, evidentemente Surfista Prateado.

## Visão geral
No início da metade da década de 1990, a Marvel Productions lançou uma nova série de animação do Quarteto Fantástico como parte do bloco de fim de semana The Marvel Action Hour, mais tarde renomeado Marvel Action Universe. A primeira metade da hora era exibido um episódio de Iron Man; A segunda metade de um episódio de Fantastic Four. Durante a primeira temporada, Stan Lee aparecia falando antes de cada show sobre personagens no episódio seguinte e o que o inspirou a criá-los.
A série também foi exibido no Fox Kids, enquanto recentemente foi transmitida a noite nos fins de semana no Disney XD nos Estados Unidos.

### Primeira temporada
A grande maioria dos episódios na primeira temporada consistiu em repetições e re-interpretações bastante precisas das histórias de quadrinhos clássicas do Quarteto Fantástico da década de 1960 por Stan Lee e Jack Kirby. Por exemplo, esta série manteve-se fiel à história original do quadrinho quando relatou a chegada do Surfista Prateado e de Galactus em um episódio de duas partes, bem como o roubo dos poderes do Surfista Prateado pelo Doutor Destino. Mas a animação limitada da temporada (fornecida pelos estúdios Wang Film Productions e Kennedy Cartoons) e as tentativas de adicionar humor através da inclusão de uma senhoria britânica agitada (retratada pela esposa de Stan Lee, Joan) geraram descontentamento dos fãs - o roteirista de quadrinhos Tom DeFalco, escreveu uma cena na edição 396 da série que apresentou o Homem-Formiga assistindo e criticando um episódio do desenho animado.
Em "The Origin of the Fantastic Four", o Mestre dos Bonecos assumiu o controle do Coisa e o usou para capturar a Mulher Invisível. O Senhor Fantástico liberou o Coisa de seu controle e derrotou o Mestre dos Bonecos. Ao retornar ao seu apartamento para recuperar seu boneco final, ele terminou em uma briga com Alicia Masters, e então ele aparentemente caiu para a morte da janela do apartamento. O Quarteto Fantástico não conseguiu encontrar seu corpo e alegaram que ele "desapareceu da Terra".
Em "The Silver Surfer & The Coming of Galactus", Surfista Prateado, Senhor do Fogo e Terrax lutam com o Quarteto Fantástico enquanto Galactus tenta se alimentar da Terra. Na 2ª temporada, no entanto, todos, exceto o Surfista Prateado, são ignorados naquela batalha, enquanto Terrax é visto de novo e conhecido como sendo o substituto do Surfista Prateado. No episódio "When Calls Galactus", o Terrax é morto/transformado em um verme e Nova (Frankie Raye) se torna o novo arauto de Galatcus.
Em "Mask of Doom", Doutor Destino capturou o o Quarteto Fantástico e forçou o Senhor Fantástico, Tocha Humana e o Coisa voltam no tempo para obter um objeto para ele. No referido episódio "Silver Surfer e Return of Galactus", Destino rouba os poderes do Surfista Prateado e tenta roubar os poderes de Galactus, apenas para ser frustrado pelo próprio devorador de planetas.

### Segunda temporada
As séries Fantastic Four e Iron Man foram radicalmente reescritas para as segundas temporadas, novas seqüências de abertura esportivas, animação melhorada (como mencionado anteriormente, a animação para a primeira temporada foi realizada pelos estúdios Wang Film Productions e Kennedy Cartoons, enquanto a animação da segunda temporada foi fornecido pelo Philippine Animation Studio, Inc.) e ganhou um roteiro mais maduro (a primeira temporada foi escrita principalmente por Ron Friedman, enquanto a segunda temporada foi supervisionada por Tom Tataranowicz), embora visivelmente tenham menos apresentações de Stan Lee, com vários das novos introduções mais curtas são usados mais de uma vez. Não só isso, o Four Freedoms Plaza substituiu o Edifício Baxter como a base do grupo na segunda  temporada. Os episódios da segunda temporada também se basearam nos anos quadrinhos da década de 1980 de John Byrne (bem como na obra de arte de John Buscema), além de mais aventuras de Lee e Kirby.
No episódio de estreia da temporada "And a Blind Man Shall Lead Them" (com  participação do Demolidor), o Doutor Destino  atingiu um Quarteto Fantástico impotente e teve sua mão esmagada pelo Coisa. Destino apareceria em "Nightmare in Green" onde ele comandou Hulk para atacar a equipe.
O Mago apareceu no episódio "And the Wind Cries Medusa" (a primeira parte da parte de "Inhumans Saga"). Na sua aparência, ele reuniu Medusa, Homem-Hídrico e Ardiloso para formar o Quarteto Terrível. Em uma nota relacionada, este episódio foi ao ar na mesma semana da aparição de estreia do Homem-Hídrico em Spider-Man: The Animated Series, o Mago também usou um dispositivo para controlar o Coisa. Enquanto isso, Cristalys, juntamente com os outros Inumanos: Raio Negro, Gorgon, Karnak e Dentinho, estrearam no episódio de "Inhumans Saga" em três partes. Depois de escapar da barreira negativa, Crystal se torna a namorada do Tocha Humana. Investigador aparece no episódio "Inhumans Saga: Beware the Hidden Land". Ele foi enviado por Maximus the Mad para recuperar a Família Real Inumada. Depois de salvar o Quarteto Fantástico da explosão, Investigador compartilhou brevemente a história dos Inumanos com eles antes de deixá-los em algum lugar.
Susan Richards como Malice apareceu no episódio "Worlds Within Worlds". A aparência de Malice foi o resultado de Homem Psíquico usando seus poderes para fazer Susan se voltar contra seus companheiros de equipe. Eventualmente, Susan foi libertada da influência do Homem Psíquico e o derrotou.
O Pantera Negra aparece em  "Prey of the Black Panther". Ele atrai o Quarteto Fantástico para Wakanda para ver se eles são dignos o suficiente para ajudar a lutar contra Klaw. Como os quadrinhos, a história de Klaw  matando  T'Chaka está incluída, assim como T'Challa atingindo a mão direita de Klaw com sua própria arma.
Em "To Battle the Living Planet", o Quarteto Fantástico pedem ajuda de Galactus para enfrentar Ego, o Planeta vivo. Thor, aparece como convidado em dois episódios. Em "To Battle the Living Planet", o Quarteto Fantástico ajudam Thor a lutar contra go mesmo quando pedem a ajuda de Galactus. Em "When Comes Galactus", ele e o Motoqueiro Fantasma (ele usou o Olhar da Penitência por isso é mais provável que seja a versão de Daniel Ketch em vez da versão de Johnny Blaze), ambos ajudam o Quarteto Fantástico a lutar com Galactus. Também em "When Calls Galactus", Nova (como mencionado anteriormente) se candidata para substituir o traidor Terrax como o arauto de Galactus. Como os quadrinhos, Frankie Raye acaba obtendo seus poderes quando ela acidentalmente ficou mergulhada nos produtos químicos que deram poderes ao primeiro Tocha Humana, que é um androide.